# Tapinoma electrinum
Tapinoma electrinum — викопний вид мурах з роду Tapinoma (підродини Dolichoderinae). Виявлений в піздньоеоценовому рівненському бурштині (близько 40 млн років).

## Опис
Дрібні мурахи, довжина тіла близько 2 мм. Покрови блискотять слабко. Плечові бугри передньоспинки і віддалені волосинки відсутні. Вусики 12-членикові, нижньощелепні щупики складаються з 6 сегментів, а нижньогубні — з 4 члеників. Скапус вусиків укорочений, не виступає далі потиличного краю голови. Петіоль трикутний, низький в профіль. Від близьких видів (наприклад, сучасних Tapinoma indicum і Tapinoma melanocephalum) відрізняється дуже коротким скапусом: у всіх інших самці мають довгий скапус, який виступає далі заднього краю голови. Вид був вперше описаний в 2002 році російським мірмекологом Геннадієм Михайловичем Длусським (МДУ, Москва) разом з такими новими видами як Dolichoderus zherichini, Tapinoma aberrans, Oligomyrmex nitidus, Oligomyrmex ucrainicus. Назва таксону T. electrinum походить від грецького слова electrinum (бурштиновий).